# Dekanat Stare Tarnowice
Dekanat Stare Tarnowice – istniejący do 25 marca 2019 roku dekanat diecezji gliwickiej obejmujący dzielnice Tarnowskich Gór: Bobrowniki Śląskie-Piekary Rudne, Strzybnicę, Opatowice, Stare Tarnowice, Repty Śląskie, Pniowiec oraz wieś Boruszowice w gminie Tworóg. Liczba wiernych wynosiła ok. 29 370.
Dekanat zlikwidowany został postanowieniem I Synodu Diecezji Gliwickiej, które weszło w życie 25 marca 2019 roku.

## Parafie dekanatu
Dekanat obejmował następujące parafie:
- Boruszowice: Parafia Matki Boskiej Bolesnej
- Tarnowskie Góry-Pniowiec: Parafia Matki Boskiej Królowej Wszechświata
- Tarnowskie Góry-Opatowice: Parafia Matki Boskiej Piekarskiej-Matki Sprawiedliwości i Miłości Społecznej
- Tarnowskie Góry-Stare Tarnowice: Parafia św. Marcina Biskupa i Wyznawcy
- Tarnowskie Góry-Repty Śląskie: Parafia św. Mikołaja
- Tarnowskie Góry-Strzybnica: Parafia Najświętszego Serca Pana Jezusa i Matki Bożej Fatimskiej
- Tarnowskie Góry-Bobrowniki Śląskie: Parafia Przemienienia Pańskiego

Tworzące go parafie włączono do dekanatów Tarnowskie Góry, Żyglin i Toszek.